# Ultimi bagliori di un crepuscolo (film)
Ultimi bagliori di un crepuscolo (Twilight's Last Gleaming) è un film del 1977 diretto da Robert Aldrich, ispirato al romanzo Viper Three di Walter Wager (uscito in Italia con lo stesso titolo del film).
Il titolo del film è tratto da un verso dell'inno nazionale statunitense The Star-Spangled Banner:
«O say, can you see, by the dawn's early light / what so proudly we hailed at the twilight's last gleaming.»

## Trama
Lawrence Dell, generale dell'aviazione statunitense evaso da una prigione militare, con tre complici prende il controllo di una base missilistica nel Montana e minaccia di dare inizio ad una guerra nucleare se il presidente Stevens non renderà pubblico al popolo americano il contenuto di un documento top secret che rivela motivi e responsabilità del coinvolgimento degli Stati Uniti nella guerra del Vietnam.

## Critica
«Fantapolitica... verbosa ma con una discreta suspense, animata dal sincero impulso etico di un regista sensibile all'incubo atomico... buon film di genere che celebra dolorosamente il tramonto del mito americano.» **½ 